# Zola Budd
Zola Pieterse, född Zola Budd den 26 maj 1966 i Bloemfontein i Oranjefristaten i Sydafrika, är en sydafrikansk tidigare löpare som inom loppet av cirka tre år noterade två världsrekord i damernas 5 000 meter löpning samt blev världsmästare i terränglöpning två gånger. Hon tränade och sprang vanligtvis barfota. 1984 bytte hon medborgarskap från sydafrikanskt till brittiskt, och tävlade för Storbritannien vid olympiska sommarspelen 1984 i Los Angeles.

## Världsrekord
Zola Budd slog igenom 1984, som 17 år gammal, då hon slog damvärldsrekordet på 5 000 meter med tiden 15:01:83. Eftersom Sydafrika på den tiden var avstängt från internationell friidrott på grund av apartheidpolitiken, vägrade IAAF att godkänna rekordet som officiellt.
1985 noterades hon dock för ett officiellt världsrekord då hon representerade Storbritannien, och klockades på tiden 14:48.07.

## 3000 meter i OS i Los Angeles 1984
Inför OS i Los Angeles 1984 hade media skrivit mycket om 3 000-metersloppet och duellen mellan Budd och amerikanska Mary Decker. Efter drygt halva loppet kolliderade Budd och Decker, och Decker föll och Budd trampade på hennes fot. Decker var tvungen att bryta loppet och Budd slutade på åttonde plats. Vann gjorde Maricica Puică från Rumänien. Efter loppet diskvalificerades Budd, något som senare hävdes.

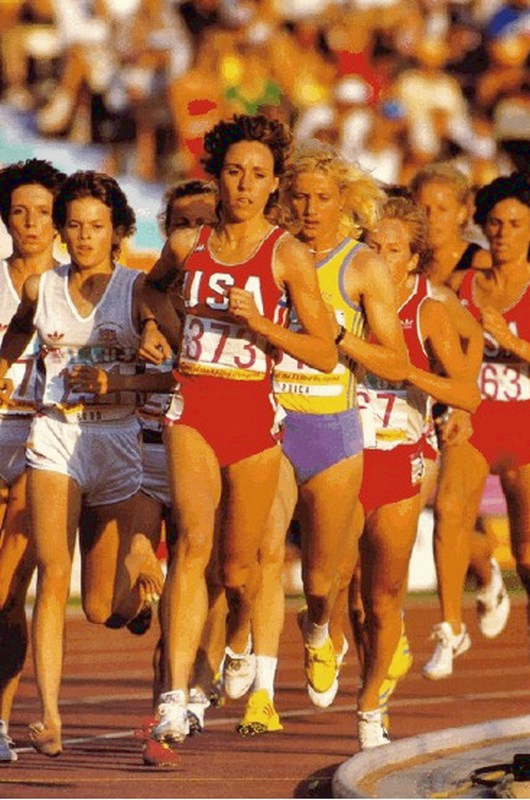
Zola Budd (barfota till vänster), Mary Decker och Maricica Puică 1984

## Personliga rekord
Personliga rekord i urval:

- 1 500 meter - 3:59.96 i Bryssel, Belgien, 1985
- 3 000 meter - 8:28.83 i Rom, Italien, 1985
- 5 000 meter - 14:48.07 i London, Storbritannien, 1985
- 10 000 meter - 36:44.08 i Myrtle Beach, USA, 2012
- Halvmaraton - 1:12:39 i East London, Sydafrika, 1996
- Maraton - 2:55:39 i Jacksonville, USA, 2012[7]

### Fotnoter
1. ↑  Mackay, Duncan; Meldrum, Andrew. London. http://www.guardian.co.uk/uk/2005/aug/10/southafrica.past1.
2. ↑  Wooldridge, Ian. ”Zola deserves warm welcome after all we put her through”. Storbritannien. http://www.dailymail.co.uk/debate/columnists/article-301510/ZOLA-DESERVES-WARM-WELCOME-AFTER-ALL-WE-PUT-HER-THROUGH.html.
3. ↑  Fixquotes.com Läst 2014-01-21.
4. ↑  ”1985: Budd smashes 5,000m record”. BBC On This Day. 26 augusti 2005. http://news.bbc.co.uk/onthisday/hi/dates/stories/august/26/newsid_2535000/2535703.stm.
5. 1 2  ”Intervju med Zola Budd i Runners World 2009”. Arkiverad från originalet den 8 mars 2017. https://web.archive.org/web/20170308220719/http://rw.runnersworld.com/selects/after-the-fall.html. Läst 8 mars 2017.
6. ↑  ”Resultat från 3000 meter i OS i Los Angeles 1984”. Arkiverad från originalet den 5 mars 2016. https://web.archive.org/web/20160305172105/http://www.sports-reference.com/olympics/summer/1984/ATH/womens-3000-metres.html. Läst 8 mars 2017.
7. ↑  ”Zola BUDD-PIETERSE | Profile | World Athletics”. worldathletics.org. https://worldathletics.org/athletes/south-africa/zola-pieterse-14296750. Läst 27 september 2021.